# 윤두관
윤두관은 1992년 4월 29일 대한민국 인천광역시에서 태어난 대한민국의 배우이다. 2004년 울라불라 블루짱에서 데뷔하여 구강철 역할을 맡고, 2005년 슬픈연가에서 나오는 준영의 친구인 이건우(연정훈) 아역을 끝으로 잠정적 연예계를 은퇴 이후 전공을 살려 2011년 경기대 연극과에 입학 하게 된다. 적응하지 못하고 윤두관은 경기대 연극과를 중퇴 하게 되면서 사실상 연예계를 은퇴한다.
이후 육군 1사단 입대 후 만기 전역 후
알바를 전전긍긍하였다.
햄버거 패티도 굽고, 치킨도 튀겼지만, 피자도우는 만지지 못하여 페스트 푸드 트레블을 이루지 못 하였다. 그러던 와중 음악을 접하게 되었고 비트메이커 호소인으로 1년간 활동 하다 귀인 “김다솜군”의 도움을 받아 정신을 차리고 연예인이 아닌 일반인의 삶으로 적응하며 살아가고 있다.
그러던 도중 다행히도 “김보경”양을 만나, 사람구실 겨우 하면서 살아가는 중이다.
그의 인생에 김보경양이 없었다면, 서울역 혹은 영등포, 부평역 뒷거리등 1호선 에서 노숙을 하며
최연소 1호선 빌런으로 sns에 다시 한번 데뷔를 하였을 것이다.